# Назаратій Олег Олександрович
Оле́г Олекса́ндрович Назара́тій — капітан Збройних сил України.

## З життєпису
Командир аеромобільно-десантної роти, 79-а окрема аеромобільна бригада. З 19 жовтня 2014-го його рота утримувала позиції в Донецькому аеропорту. Підрозділ відбив численні спроби терористів взяти під контроль територію аеропорту, та утримував свою ділянку фронту.

## Нагороди
за особисту мужність і героїзм, виявлені у захисті державного суверенітету та територіальної цілісності України, вірність військовій присязі під час російсько-української війни, відзначений — нагороджений
- 27 червня 2015 року — орденом Богдана Хмельницького III ступеня